# Virslīga 1940/41
In 1940/41 werd het 14e voetbalseizoen gespeeld van de Letse Virslīga. RFK werd kampioen. Het was het laatste seizoen van het onafhankelijke  Letland voor het land geannexeerd werd door de Sovjet-Unie. 
Het seizoen werd afgebroken door Sovjetbezetting van Letland in 1940.

## Teams
- Rīgas FK
- Rigas Vilki
- FK ASK
- VEF
- Hakoah
- US
- RKSB
- RAFS
- Lokomotive
- Olimpija